# 시글뤼피외르뒤르

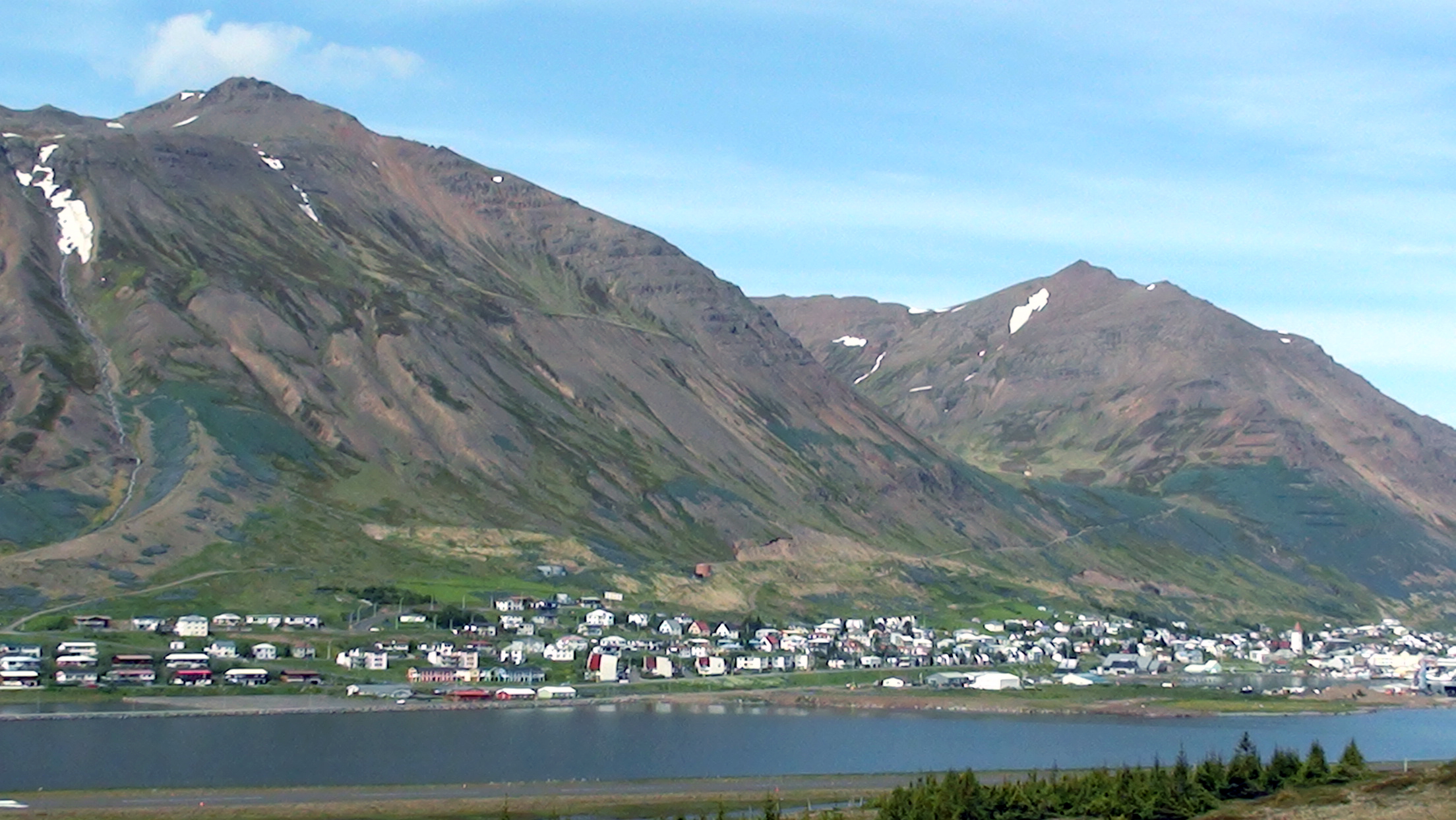
시글뤼피외르뒤르

시글뤼피외르뒤르(아이슬란드어: Siglufjörður)는 아이슬란드 북부에 위치한 도시로 면적은 155km2, 인구는 1,206명(2011년 기준)이다. 행정 구역상으로는 노르뒤를란드 에이스트라에 속한다.